# Rastafaria amplificata
Rastafaria amplificata är en insektsart som först beskrevs av Johnston, H.B. 1937.  Rastafaria amplificata ingår i släktet Rastafaria och familjen gräshoppor.

## Underarter
Arten delas in i följande underarter:
- R. a. amplificata
- R. a. morotoensis